# Хадениновые
Хадениновые (лат. Hadeninae) — подсемейство чешуекрылых семейства совок.

## Описание
Глаза покрыты густыми волосками — если волоски мелкие, а голени всех ног с шипами, у Noctuinae, Xestia tecta и Xastia ursae. Рисунок большей частью полный, в некоторых родах редуцированный, в виде тонких продольных штрихов или поперечных перевязей, в этом случае окраска светлая (желтовато-соломенная, красноватая, красновато-охристая), в гениталиях самца кукуллус хорошо обособлен, на тонкой шейке, у рода Mythimna.

## Систематика
Роды подсемейства:
- Ablita — Acantholeucania — Acerra — Achatia — Achatodes — Acherdoa — Achytonix — Acopa — Acosmetia — Acrapex — Acroria — Acroriesis — Acroriodes — Actinotia — Acylita — Admetovis — Aegle — Aeologramma — Afotella — Afrenella — Aglossestra — Agrotana — Akonus — Aletia — Allocosmia — Alysina — Analetia — Anapoma — Anarta — Anartodes — Anartomima — Anhimella — Antaplaga — Apamea — Aporophoba — Apospasta — Appana — Arzama — Aspidhampsonia — Aspidifrontia — …